# دافنه داگلاس
دافنه روونا داگلاس (۲۶ سپتامبر ۱۹۲۴ - آوریل ۲۰۲۴) کتابدار، دانشگاهی و کارمند دولتی جامائیکایی بود. او اولین زن جامائیکایی بود که در دانشگاه هند غربی، جایی که رئیس بخش مطالعات کتابخانه بود، استاد شد و بعداً از سال ۱۹۹۷ تا ۲۰۱۱ به عنوان رئیس کتابخانه ملی جامائیکا خدمت کرد. داگلاس در آوریل ۲۰۲۴ در ۹۹ سالگی درگذشت

## اوایل زندگی
داگلاس در کینگستون، جامائیکا، به دنیا آمد. مادرش روونا ترزا دیویس و پدرش توماس ادسون داگلاس بود. او در شهر براون بزرگ شد و در دبیرستان سنت هیلدا تحصیل کرد و بعداً برای شرکت در مدرسه تجاری ساترمر به کینگستون بازگشت. داگلاس در سال ۱۹۴۴ به عنوان منشی و متن‌شناس به خدمات مدنی جامائیکا پیوست. پس از تحصیل در رشته علوم کتابداری و اطلاع‌رسانی در ترینیداد و بریتانیا، در انجمن کتابخانه بریتانیا پذیرفته شد و در سال ۱۹۵۶ در کتابخانه جامائیکا شروع به کار کرد. او از سال ۱۹۶۱ تا ۱۹۶۳ کتابدار ارشد مؤسسه جامائیکا و از سال ۱۹۶۳ تا ۱۹۶۴ کتابدار نمایندگی دائم جامائیکا در سازمان ملل بود.